# Juan Manuel de Rosas (stacja metra)
Juan Manuel de Rosas – stacja metra w Buenos Aires, na linii B. Znajduje się za stacją Echeverría. Otwarta w 2013.